# かじいたかし
かじい たかしは日本のライトノベル作家。2011年7月に僕の妹は漢字が読めるでデビュー。

## 主な作品

### 小説
- 僕の妹は漢字が読める[1]（HJ文庫、ホビージャパン、イラスト：皆村春樹、2011年7月 - 2012年8月、全5巻）
- 翼の姫と灼天の竜喰らい（HJ文庫、ホビージャパン、イラスト：硯、2014年8月、全1巻）
- 二次元総理 リコちゃん11さい[2]（読める!HJ文庫ホーム、ウェブ連載、2015年6月、全4話）
- 魔王を倒した俺に待っていたのは、世話好きなヨメとのイチャイチャ錬金生活だった。（HJ文庫、ホビージャパン、イラスト：ふーみ、2018年6月 - 、既刊5巻）

### 漫画原作
- 僕の妹は漢字が読める（コミック・ダンガン、作画：日辻はこ、2011年12月 - 2012年11月、全2巻）
- 魔王を倒した俺に待っていたのは、世話好きなヨメとのイチャイチャ錬金生活だった。(ComicWalker、作画:森あいり、2020年2月 - 2023年5月、全4巻)